# Brown Rose
Brown Rose – album muzyczny amerykańskiego saksofonisty jazzowego Lucky'ego Thompsona, złożony z nagrań zarejestrowanych podczas pobytu Thompsona we Francji w 1956. 

## O albumie
Sesje odbyły się 29 marca i 17 kwietnia 1956 w Paryżu, a saksofoniście towarzyszyli muzycy zespołu Gérarda "Dave'a" Pochoneta. Nagrania te pojawiły się już w 1956 na albumie zatytułowanym Lucky Strikes! z Lucky Thompson Big Band jako wykonawcą. Album był wydany w niewielkim nakładzie przez wytwórnię Transition (TRLP-21). Dopiero w 1985 ukazała się jego reedycja wydana przez Xanadu (Xanadu 204), ale pod innym tytułem. LP z 1985 nazwany został Brown Rose. Zmieniona została też kolejność nagrań na obu stronach płyty i tytuły dwóch utworów: "A Sure Kiss" figurował jako "A Sunkissed Rose", a "Angel" jako "Angel Eyes". W 1998 nakładem wytwórni Preuve ukazał się CD Brown Rose.

## Muzycy
Sesja z 29 marca 1956, nagrania umieszczone na stronie A.
- Lucky Thompson – saksofon tenorowy
- Fernand Verstraete – trąbka
- Andre Paquinet – puzon
- Jo Hrasko – saksofon altowy
- Marcel Hrasko – saksofon barytonowy
- Martial Solal – fortepian
- Jean-Pierre Sasson – gitara
- Benoit Quersin – kontrabas
- "Dave" Pochonet – perkusja

Sesja z 17 kwietnia 1956, nagrania na stronie B.
- Lucky Thompson – saksofon tenorowy
- Christian Bellest – trąbka
- Charles Verstraete – puzon
- Jo Hrasko – saksofon altowy
- Marcel Hrasko – saksofon barytonowy
- Martial Solal – fortepian
- Jean-Pierre Sasson – gitara
- Benoit Quersin – kontrabas
- "Dave" Pochonet – perkusja

## Lista utworów
Strona A
| 1. | "Once upon a Time" (Lucky Thompson)                             | 2:45  |
|    |                                                                 |       |
| 2. | "A Sunkissed Rose" (Lucky Thompson)                             | 3:27  |
|    |                                                                 |       |
| 3. | "A Distand Sound" (Lucky Thompson)                              | 2:55  |
|    |                                                                 |       |
| 4. | "Portrait of Django" (Rene Louis Lafforgue, Jean-Pierre Sasoon) | 3:36  |
|    |                                                                 |       |
| 5. | "Still Waters" (Lucky Thompson)                                 | 2:57  |
|    |                                                                 |       |
| 6. | "Brown Rose" (Gérard Pochonet)                                  | 3:02  |
|    |                                                                 |       |
|    |                                                                 | 18:42 |
|    |                                                                 |       |
Strona B
| 7.  | "Quick as a Flash" (Lucky Thompson)                     | 2:34  |
|     |                                                         |       |
| 8.  | "Angel Eyes" (Earl Brent, Matt Dennis)                  | 3:12  |
|     |                                                         |       |
| 9.  | "The Parisian Knight" (Lucky Thompson)                  | 2:10  |
|     |                                                         |       |
| 10. | "To You Dear One" (Lucky Thompson)                      | 3:08  |
|     |                                                         |       |
| 11. | "Street Scene" (Lucky Thompson)                         | 2:55  |
|     |                                                         |       |
| 12. | "But Not for Tonight" (Gérard Pochonet, Lucky Thompson) | 3:56  |
|     |                                                         |       |
|     |                                                         | 17:55 |
|     |                                                         |       |

## Informacje uzupełniające
- Autor tekstu na okładce (Xanadu)– Mark Gardner
- Zdjęcie na okładce, producent (Xanadu) – Don Schlitten
- Remastering – Paul Goodman
- Układ nagrań na LP wydanym przez:Transition:

strona A: "Quick As A Flash", "The Parisian Knight", "Street Scene", "Angel", "But Not Tonight", "To You Dear One"
strona B: "A Distant Sound", "Once Upon A Time", "Still Waters", "Brown Rose", "A Sure Kiss", "Portrait Of Django"